# Brachynemurus seminolae
Brachynemurus seminolae is een insect uit de familie van de mierenleeuwen (Myrmeleontidae), die tot de orde netvleugeligen (Neuroptera) behoort. 
Brachynemurus seminolae is voor het eerst wetenschappelijk beschreven door Stange in 1970.